# Comuna Hrebenîkivka, Trosteaneț
Hrebenîkivka (în ucraineană Гребениківка) este o comună în raionul Trosteaneț, regiunea Sumî, Ucraina, formată din satele Bratske, Hradske, Hrebenîkivka (reședința) și Naberejne.

## Demografie
Componența lingvistică a comunei Hrebenîkivka
     Ucraineană (94,2%)
     Rusă (5,48%)
     Alte limbi (0,08%)
Conform recensământului din 2001, majoritatea populației comunei Hrebenîkivka era vorbitoare de ucraineană (94,2%), existând în minoritate și vorbitori de rusă (5,48%).